# Mats Arkhem
Mats Anders Arkhem, född 8 september 1966 i Brännkyrka församling i Stockholm, är en svensk politiker (sverigedemokrat). Han är ordinarie riksdagsledamot sedan 2022, invald för Stockholms läns valkrets.
I riksdagen är han suppleant i försvarsutskottet, justitieutskottet, konstitutionsutskottet och utbildningsutskottet.